# Djamel Haimoudi
Djamel Haimoudi (10 de dezembro de 1970) é um árbitro de futebol da Argélia. Integra o quadro da FIFA desde 2004.
Além de árbitro, Haimoudi é enfermeiro. Na Copa do Mundo de Clubes da FIFA de 2012 arbitrou a primeira partida oficial em que se testou um dispositivo na linha do gol para indicar se a bola entrou - chamada Goalref. Foi eleito melhor árbitro africano do ano de 2012.
Em 2013 apitou a final do Campeonato Africano das Nações e foi um dos selecionados para participar da Copa das Confederações FIFA de 2013.
Selecionado para atuar na Copa do Mundo FIFA de 2014, mediou quatro partidas: Austrália 2-3 Países Baixos pelo Grupo B, Costa Rica 0-0 Inglaterra pelo Grupo D, Bélgica 2-1 Estados Unidos pelas oitavas-de-final e Brasil 0-3 Holanda pela decisão do terceiro lugar.